# Hiss Golden Messenger
Hiss Golden Messenger ist eine US-amerikanische Folkmusik-Band aus Durham, North Carolina.

## Bandgeschichte
Hiss Golden Messenger wurde 2007 von Michael Carrington Taylor (oder M.C.Taylor) und Scott Hirsch gegründet. Zuvor hatten die beiden bei The Court & Spark zusammengearbeitet. Nach der Auflösung der Band zogen Taylor und Hirsch gemeinsam von San Francisco nach North Carolina, um an ihrem neuen Projekt zu arbeiten. Das selbst aufgenommene Debütalbum, Country Hai East Cotton, wurde 2009 über Taylors Label Heaven & Earth Magic Recording Company in einer limitierten Auflage von 500 Stück veröffentlicht. Anschließend trennten sich die Wege der beiden Musiker. Hirsch ging nach Brooklyn und dann zurück nach Kalifornien, wo er als Produzent und später als Singer-Songwriter tätig wurde. M.C.Taylor, der eigentliche Kopf des Projektes Hiss Golden Messenger, blieb mit seiner Frau und seinen Kindern in Durham (North Carolina).
Hiss Golden Messenger veröffentlichte 2010 bei Black Map das internationale Debütalbum Bad Debt. Auf diesem Album ist alleine M.C. Tayler mit seiner Gitarre zu hören. Das dritte Album, Poor Moon, wurde 2012 über das in North Carolina ansässige Paradise of Bachelors veröffentlicht und erhielt sehr positive Kritiken. Das vierte Album, Haw, kam am 2. April 2013 heraus.
Hiss Golden Messenger wurde im April 2014 bei Merge Records unter Vertrag genommen und veröffentlichte am 9. September 2014 das fünfte Album Lateness of Dancers. Auch die folgenden Alben wurden bei Merge veröffentlicht. Merge brachte ebenfalls remasterte Versionen von Bad Debt, Poor Moon und Haw heraus. Das Album Terms of Surrender aus dem Jahr 2019 wurde bei den 64. Grammy Awards als bestes Americana-Album nominiert. Im Juli 2021 trat die Band beim Newport Folk Festivals auf.
Das 2021 veröffentlichte Album Quietly Blowing It zählte für den Rolling Stone und das Internet-Magazin Pitchfork zu den am meisten erwarteten Veröffentlichungen des Jahres 2021.

## Stil
Die Musik der Band enthält Elemente aus verschiedenen Musikgenres wie Folk, Country, Dub, Rhythm and Blues, Bluegrass, Jazz, Funk, Blues und Rock. Der Stil der Band wird als Alternative Country und Country-Rock beschrieben. Zu den Haupteinflüssen der Band zählen unter anderem die Beatles, die Byrds und Buffalo Springfield. Die Band wurde auch mit Will Oldham und Bill Callahan verglichen.

## Bildergalerie

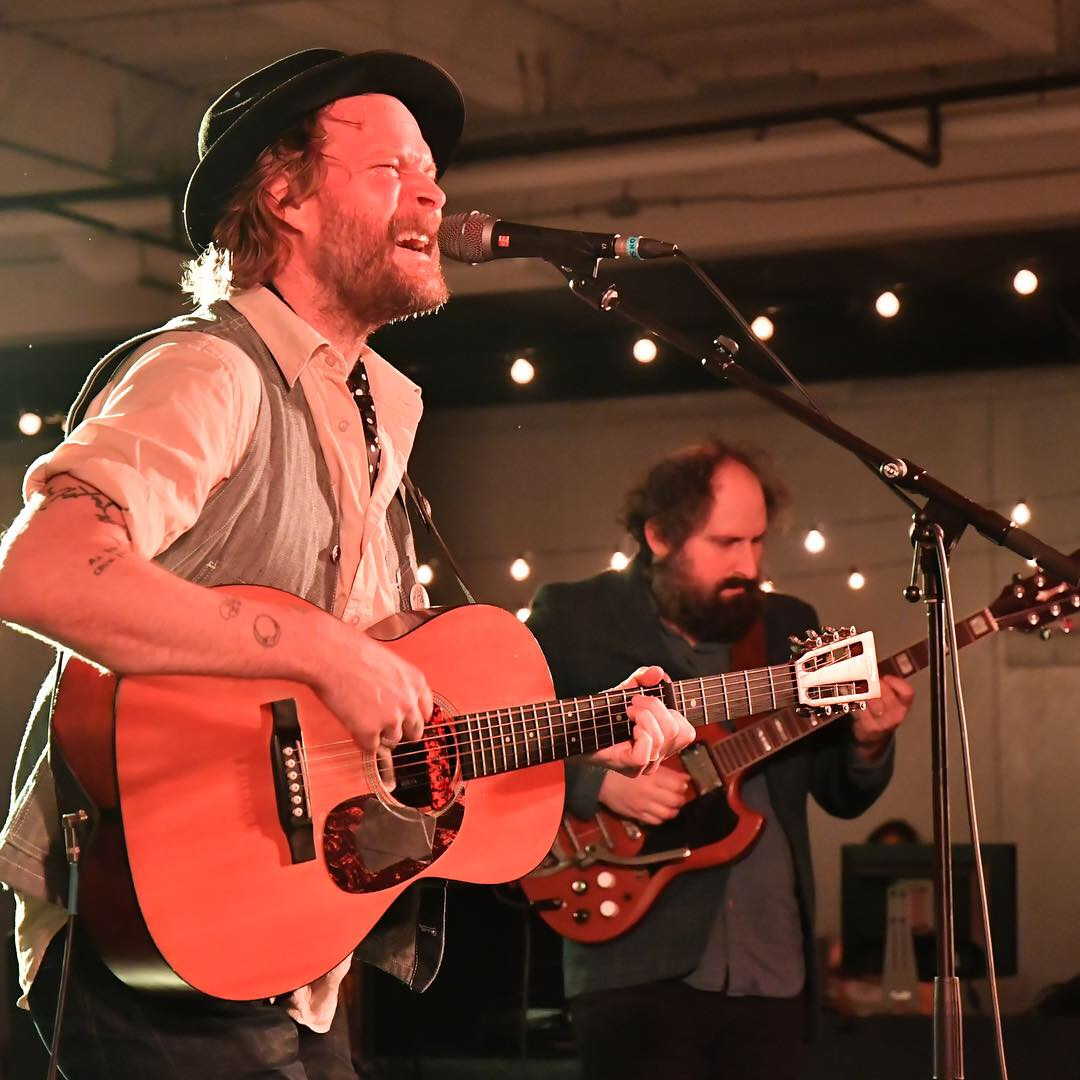
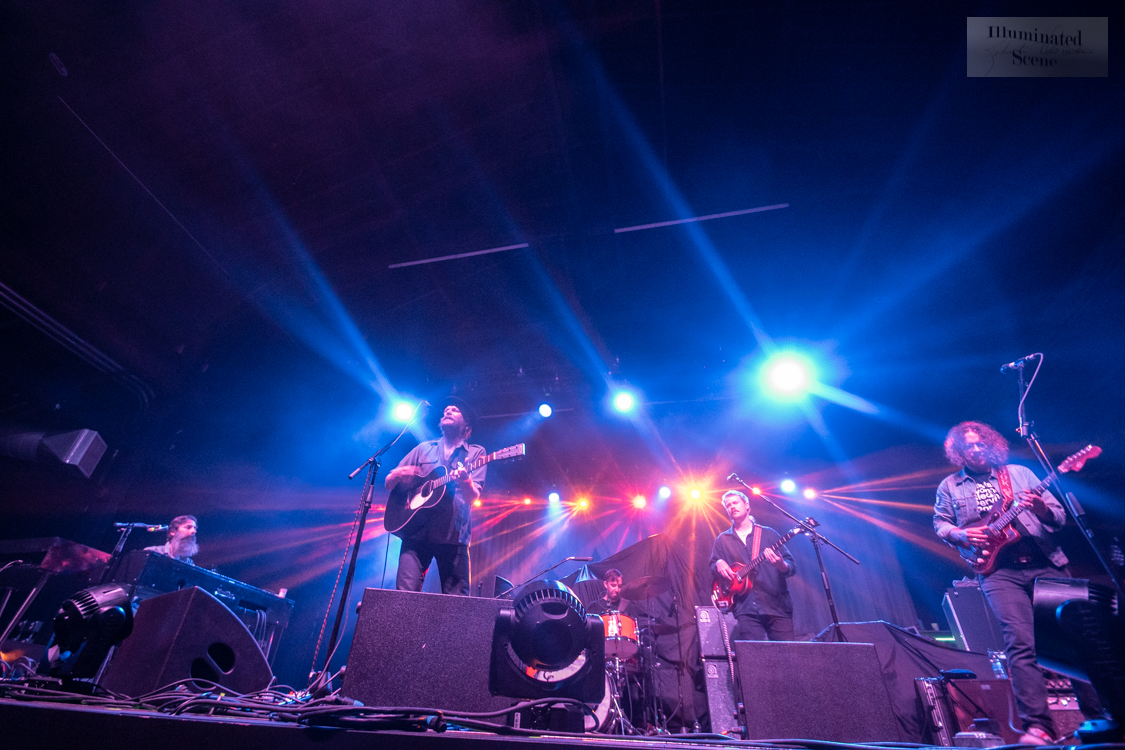
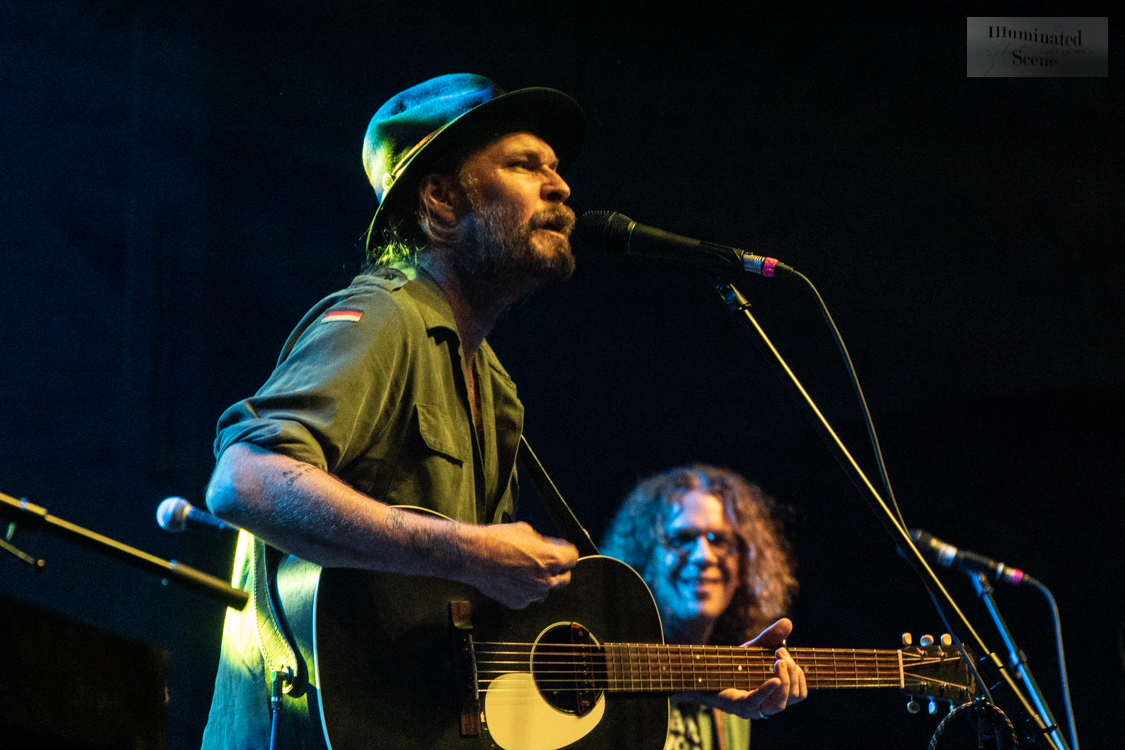
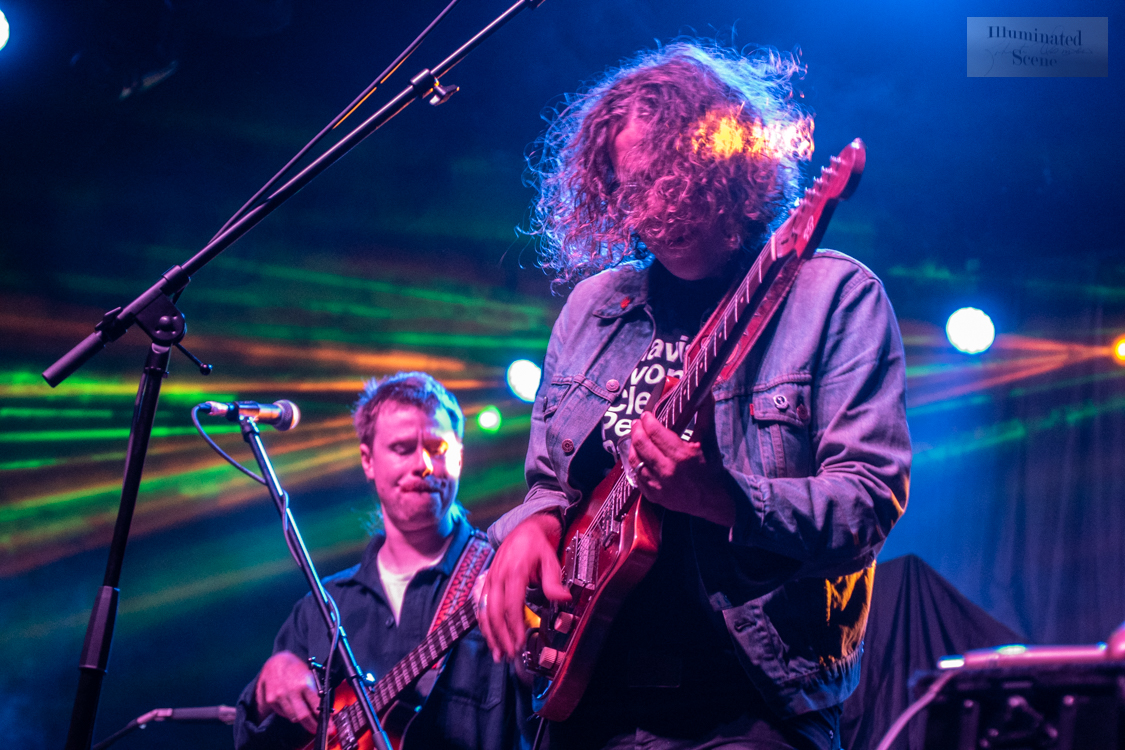

## Diskografie

### Studioalben
- 2008: Country Hai East Cotton
- 2010: Bad Debt
- 2011: Poor Moon
- 2012: Lord I Love the Rain
- 2013: Haw
- 2014: Lateness of Dancers
- 2016: Heart Like a Levee
- 2016: Vestapol
- 2017: Hallelujah Anyhow
- 2018: Virgo Fool
- 2019: Terms of Surrender
- 2021: Quietly Blowing It
- 2021: O Come All Ye Faithful
- 2023: Jump For Joy

### Livealben
- 2008: 042207 - Live in Big Sur
- 2010: Root Work - Live WFMU 2009
- 2011: Plowed: Live in Bovina
- 2013: London Exodus
- 2017: Parker's Picks Vol. 1: Live at Parish, Austin, TX 10/18/2016
- 2020: Forward, Children: A Fundraiser for Durham Public Schools Students
- 2020: School Daze: A Fundraiser for Durham Public Schools Students
- 2022: Wise Eyes: Live At The Neptune, Seattle, WA, 2/25/22
- 2022: Troupe Of Very Remarkable Trained Pigs: Live In Walla Walla, Wa, February 26, 2022
- 2023: A Midsummer Night's Dream: Live At Earth Hackney